# Bushyhead
Bushyhead é uma Região censo-designada localizada no estado norte-americano de Oklahoma, no Condado de Rogers.

## Demografia
Segundo o censo norte-americano de 2000, a sua população era de 1203 habitantes.

## Geografia
De acordo com o United States Census Bureau tem uma área de 
38,9 km², dos quais 38,8 km² cobertos por terra e 0,1 km² cobertos por água. Bushyhead localiza-se a aproximadamente 233 m acima do nível do mar.

## Localidades na vizinhança
O diagrama seguinte representa as localidades num raio de 20 km ao redor de Bushyhead. 